# Tiszadada
Tiszadada ist eine ungarische Gemeinde im Kreis Tiszavasvári im Komitat Szabolcs-Szatmár-Bereg.

## Geografische Lage
Tiszadada liegt 37 Kilometer nordwestlich des Komitatssitzes Nyíregyháza und 13 Kilometer nordwestlich der Kreisstadt Tiszavasvári am linken Ufer der Theiß.  Nachbargemeinden sind Taktakenéz, Taktabáj, Csobaj, Tiszalök und Tiszadob.

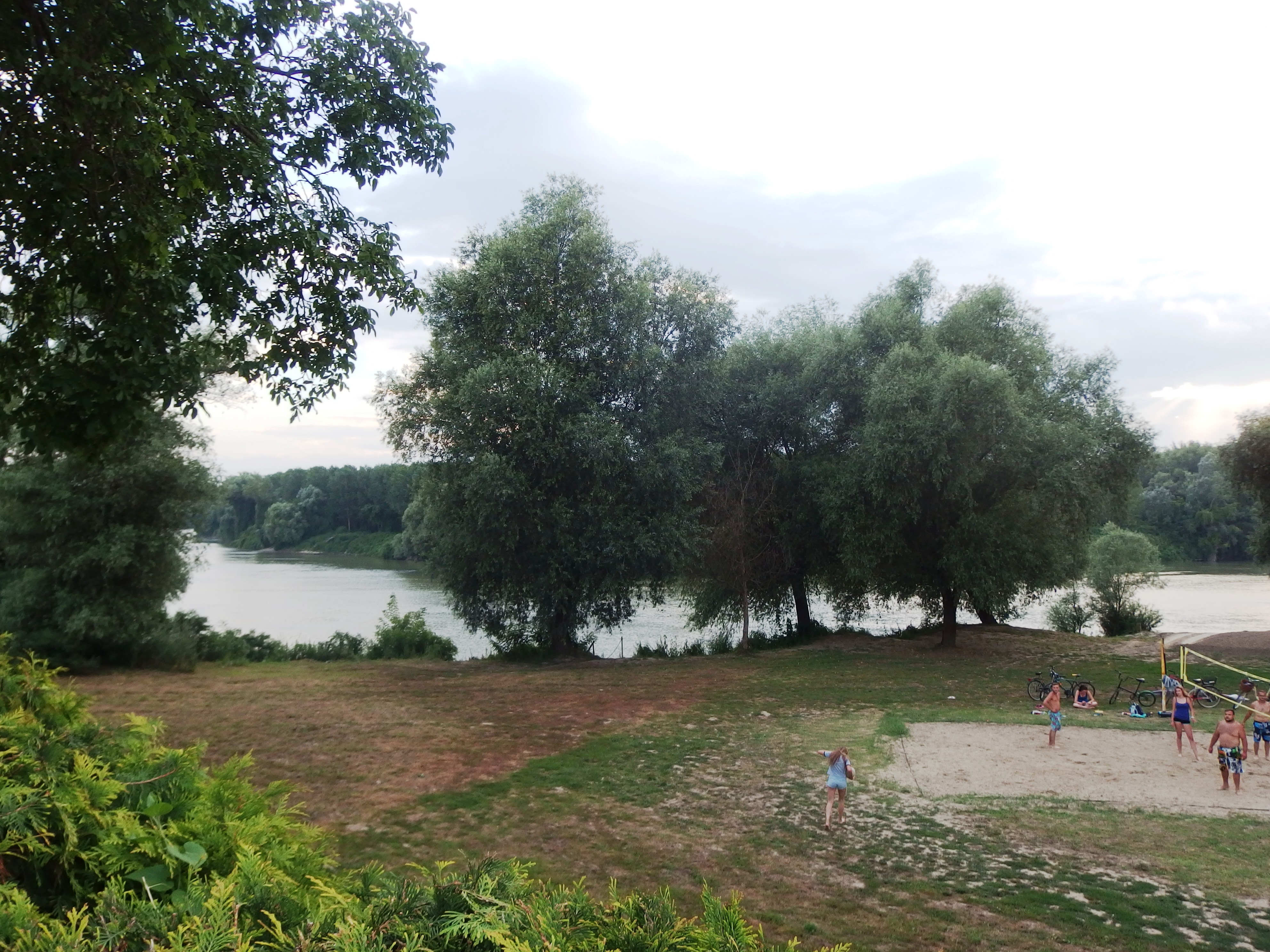
Blick auf die Theiß bei Tiszadada

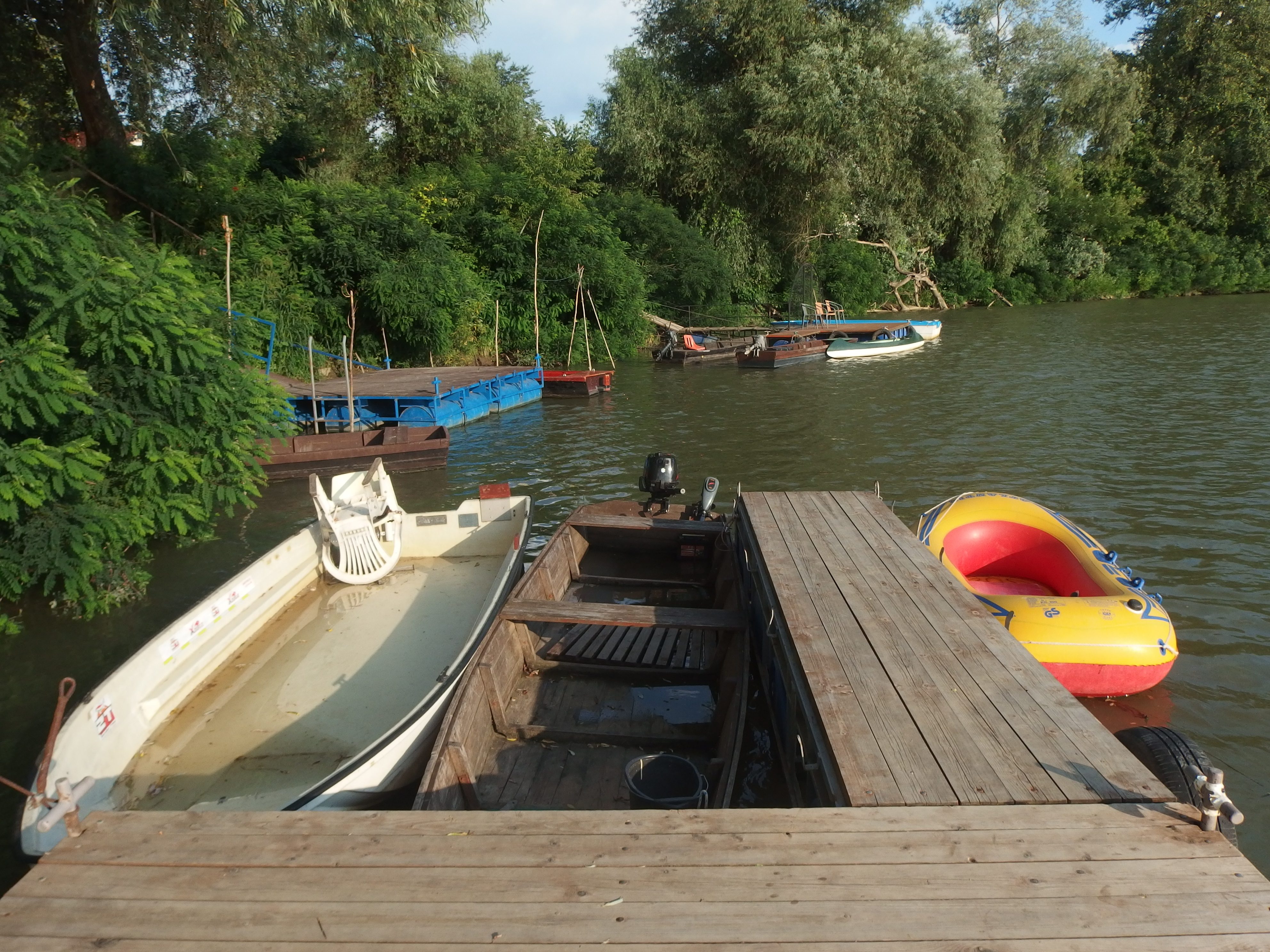
Boote auf der Theiß bei Tiszadada

## Geschichte
Im Jahr 1913 gab es in der damaligen Großgemeinde 491 Häuser und 2701 Einwohner auf einer Fläche von 8481 Katastraljochen. Sie gehörte zu dieser Zeit zum Bezirk Dada alsó im Komitat Szabolcs.

## Sehenswürdigkeiten
- Béla IV.-Büste, erschaffen von Aranka Till
- Denkmal Almahámozó in Erinnerung an den Maler László Holló, erschaffen von József Kövér
- Denkmal für die Opfer der Theißüberschwemmungen, erschaffen von Aranka Till
- Heimatmauseum (Tájház)
- Szent-Margit-Büste, erschaffen von Aranka Till
- László-Holló-Denkmal, erschaffen von Géza Balogh
- Reformierte Kirche
- Römisch-katholische Kirche Szent Anna, erbaut 1811–1812
- Schloss Zathureczky (Zathureczky-kastély), heute als Kulturhaus genutzt
- Trianon-Denkmal, erschaffen von József Kövér
- Weltkriegsdenkmal (I. és II. világháborús emlékmű)

## Verkehr
Durch Tiszadada verläuft die Landstraße Nr. 3612. Es bestehen Busverbindungen über Tiszalök und Szorgalmatos nach Tiszavasvári sowie über Tiszadob, Tiszagyulaháza Újtikos und Polgár nach Tiszaújváros. Der nächstgelegene Bahnhof befindet sich zehn Kilometer östlich in Tiszalök.